# Perungudi
Perungudi es una ciudad y nagar Panchayat situada en el distrito de Chennai en el estado de Tamil Nadu (India). Su población es de 43111 habitantes (2011). Se encuentra a 14 km de Chennai y a 68 km de Kanchipuram. Forma parte del área metropolitana de Chennai.

## Demografía
Según el censo de 2011 la población de Perungudi era de 43111 habitantes, de los cuales 22028 eran hombres y 21083 eran mujeres. Perungudi tiene una tasa media de alfabetización del 86,22%, superior a la media estatal del 80,09%: la alfabetización masculina es del 90,71%, y la alfabetización femenina del 81,56%.